# US Open 2015
Die 135. US Open fanden vom 31. August bis zum 13. September 2015 im USTA Billie Jean King National Tennis Center im Flushing-Meadows-Park in New York, USA statt.
Titelverteidiger im Einzel waren Marin Čilić bei den Herren sowie Serena Williams bei den Damen. Im Herrendoppel waren die Brüder Bob und Mike Bryan, im Damendoppel Jekaterina Makarowa und Jelena Wesnina die Titelverteidiger. Sania Mirza und Bruno Soares waren die Titelverteidiger im Mixed.

## Herreneinzel
Setzliste
| Nr. | Spieler         | Erreichte Runde |
| --- | --------------- | --------------- |
| 01. | Novak Đoković   | Sieg            |
| 02. | Roger Federer   | Finale          |
| 03. | Andy Murray     | Achtelfinale    |
| 04. | Kei Nishikori   | 1. Runde        |
| 05. | Stan Wawrinka   | Halbfinale      |
| 06. | Tomáš Berdych   | Achtelfinale    |
| 07. | David Ferrer    | 3. Runde        |
| 08. | Rafael Nadal    | 3. Runde        |
| 09. | Marin Čilić     | Halbfinale      |
| 10. | Milos Raonic    | 3. Runde        |
| 11. | Gilles Simon    | 1. Runde        |
| 12. | Richard Gasquet | Viertelfinale   |
| 13. | John Isner      | Achtelfinale    |
| 14. | David Goffin    | 3. Runde        |
| 15. | Kevin Anderson  | Viertelfinale   |
| 16. | Gaël Monfils    | 1. Runde        |

| Nr. | Spieler                | Erreichte Runde |
| --- | ---------------------- | --------------- |
| 17. | Grigor Dimitrow        | 2. Runde        |
| 18. | Feliciano López        | Viertelfinale   |
| 19. | Jo-Wilfried Tsonga     | Viertelfinale   |
| 20. | Dominic Thiem          | 3. Runde        |
| 21. | Ivo Karlović           | 2. Runde        |
| 22. | Viktor Troicki         | 3. Runde        |
| 23. | Roberto Bautista Agut  | Achtelfinale    |
| 24. | Bernard Tomic          | 3. Runde        |
| 25. | Andreas Seppi          | 3. Runde        |
| 26. | Tommy Robredo          | 3. Runde        |
| 27. | Jérémy Chardy          | Achtelfinale    |
| 28. | Jack Sock              | 2. Runde        |
| 29. | Philipp Kohlschreiber  | 3. Runde        |
| 30. | Thomaz Bellucci        | 3. Runde        |
| 31. | Guillermo García López | 3. Runde        |
| 32. | Fabio Fognini          | Achtelfinale    |

## Dameneinzel
Setzliste
| Nr. | Spielerin            | Erreichte Runde |
| --- | -------------------- | --------------- |
| 01. | Serena Williams      | Halbfinale      |
| 02. | Simona Halep         | Halbfinale      |
| 03. | Marija Scharapowa 1  | Rückzug         |
| 04. | Caroline Wozniacki   | 2. Runde        |
| 05. | Petra Kvitová        | Viertelfinale   |
| 06. | Lucie Šafářová       | 1. Runde        |
| 07. | Ana Ivanović         | 1. Runde        |
| 08. | Karolína Plíšková    | 1. Runde        |
| 09. | Garbiñe Muguruza     | 2. Runde        |
| 10. | Carla Suárez Navarro | 1. Runde        |
| 11. | Angelique Kerber     | 3. Runde        |
| 12. | Belinda Bencic       | 3. Runde        |
| 13. | Jekaterina Makarowa  | Achtelfinale    |
| 14. | Timea Bacsinszky     | 1. Runde        |
| 15. | Agnieszka Radwańska  | 3. Runde        |
| 16. | Sara Errani          | 3. Runde        |

| Nr. | Spielerin                    | Erreichte Runde |
| --- | ---------------------------- | --------------- |
| 17. | Elina Switolina              | 3. Runde        |
| 18. | Andrea Petković              | 3. Runde        |
| 19. | Madison Keys                 | Achtelfinale    |
| 20. | Wiktoryja Asaranka           | Viertelfinale   |
| 21. | Jelena Janković              | 1. Runde        |
| 22. | Samantha Stosur              | Achtelfinale    |
| 23. | Venus Williams               | Viertelfinale   |
| 24. | Sabine Lisicki               | Achtelfinale    |
| 25. | Eugenie Bouchard             | Achtelfinale    |
| 26. | Flavia Pennetta              | Sieg            |
| 27. | Alizé Cornet                 | 1. Runde        |
| 28. | Irina-Camelia Begu           | 1. Runde        |
| 29. | Sloane Stephens              | 1. Runde        |
| 30. | Swetlana Kusnezowa           | 1. Runde        |
| 31. | Anastassija Pawljutschenkowa | 2. Runde        |
| 32. | Anna Karolína Schmiedlová    | 3. Runde        |

## Herrendoppel
Setzliste
| Nr. | Paarung                         | Erreichte Runde |
| --- | ------------------------------- | --------------- |
| 01. | Bob Bryan Mike Bryan            | 1. Runde        |
| 02. | Ivan Dodig Marcelo Melo         | 1. Runde        |
| 03. | Jean-Julien Rojer Horia Tecău   | Viertelfinale   |
| 04. | Marcin Matkowski Nenad Zimonjić | Viertelfinale   |
| 05. | Simone Bolelli Fabio Fognini    | 1. Runde        |
| 06. | Rohan Bopanna Florin Mergea     | Viertelfinale   |
| 07. | Marcel Granollers Marc López    | Achtelfinale    |
| 08. | Jamie Murray John Peers         | Finale          |

| Nr. | Paarung                              | Erreichte Runde |
| --- | ------------------------------------ | --------------- |
| 09. | Daniel Nestor Édouard Roger-Vasselin | Achtelfinale    |
| 10. | Alexander Peya Bruno Soares          | 1. Runde        |
| 11. | Vasek Pospisil Jack Sock             | 1. Runde        |
| 12. | Pierre-Hugues Herbert Nicolas Mahut  | Sieg            |
| 13. | Pablo Cuevas David Marrero           | 1. Runde        |
| 14. | Juan Sebastián Cabal Robert Farah    | 2. Runde        |
| 15. | Raven Klaasen Rajeev Ram             | Achtelfinale    |
| 16. | Feliciano López Maks Mirny           | 1. Runde        |

## Damendoppel
Setzliste
| Nr. | Paarung                               | Erreichte Runde |
| --- | ------------------------------------- | --------------- |
| 01. | Martina Hingis Sania Mirza            | Sieg            |
| 02. | Jekaterina Makarowa Jelena Wesnina    | Rückzug         |
| 03. | Tímea Babos Kristina Mladenovic       | Achtelfinale    |
| 04. | Casey Dellacqua Jaroslawa Schwedowa   | Finale          |
| 05. | Caroline Garcia Katarina Srebotnik    | Viertelfinale   |
| 06. | Raquel Kops-Jones Abigail Spears      | Achtelfinale    |
| 07. | Andrea Hlaváčková Lucie Hradecká      | Achtelfinale    |
| 08. | Garbiñe Muguruza Carla Suárez Navarro | 2. Runde        |
| 09. | Chan Hao-ching Chan Yung-jan          | Viertelfinale   |

| Nr. | Paarung                                        | Erreichte Runde |
| --- | ---------------------------------------------- | --------------- |
| 10. | Hsieh Su-wei Anastasia Rodionova               | 2. Runde        |
| 11. | Sara Errani Flavia Pennetta                    | Halbfinale      |
| 12. | Alla Kudrjawzewa Anastassija Pawljutschenkowa  | Viertelfinale   |
| 13. | Michaëlla Krajicek Barbora Strýcová            | Achtelfinale    |
| 14. | Anabel Medina Garrigues Arantxa Parra Santonja | 2. Runde        |
| 15. | Lara Arruabarrena Vecino Andreja Klepač        | Viertelfinale   |
| 16. | Julia Görges Klaudia Jans-Ignacik              | 1. Runde        |
| 17. | Karin Knapp Roberta Vinci                      | Achtelfinale    |

## Mixed
Setzliste
| Nr. | Paarung                          | Erreichte Runde |
| --- | -------------------------------- | --------------- |
| 01. | Sania Mirza Bruno Soares         | 1. Runde        |
| 02. | Chan Yung-jan Rohan Bopanna      | Halbfinale      |
| 03. | Lucie Hradecká Marcin Matwkowski | 1. Runde        |
| 04. | Martina Hingis Leander Paes      | Sieg            |

| Nr. | Paarung                                  | Erreichte Runde |
| --- | ---------------------------------------- | --------------- |
| 05. | Michaëlla Krajicek Jean-Julien Rojer     | Rückzug         |
| 06. | Jaroslawa Schwedowa Juan Sebastián Cabal | Viertelfinale   |
| 07. | Raquel Kops-Jones Raven Klaasen          | Achtelfinale    |
| 08. | Julia Görges Nenad Zimonjić              | Achtelfinale    |

## Junioreneinzel
Setzliste
| Nr. | Spieler            | Erreichte Runde |
| --- | ------------------ | --------------- |
| 01. | Taylor Fritz       | Sieg            |
| 02. | Michael Mmoh       | Viertelfinale   |
| 03. | Mikael Ymer        | Viertelfinale   |
| 04. | Hong Seong-chan    | Viertelfinale   |
| 05. | Tommy Paul         | Finale          |
| 06. | Reilly Opelka      | Achtelfinale    |
| 07. | Orlando Luz        | 2. Runde        |
| 08. | Tomás Barrios Vera | 1. Runde        |

| Nr. | Spieler            | Erreichte Runde |
| --- | ------------------ | --------------- |
| 09. | William Blumberg   | Achtelfinale    |
| 10. | Corentin Denolly   | Achtelfinale    |
| 11. | Chung Yun-seong    | Halbfinale      |
| 12. | Lý Hoàng Nam       | 1. Runde        |
| 13. | Lloyd Harris       | Achtelfinale    |
| 14. | Akira Santillan    | Achtelfinale    |
| 15. | Casper Ruud        | Achtelfinale    |
| 16. | Stefanos Tsitsipas | Achtelfinale    |

## Juniorinneneinzel
Setzliste
| Nr. | Spielerin                    | Erreichte Runde |
| --- | ---------------------------- | --------------- |
| 01. | Markéta Vondroušová          | 2. Runde        |
| 02. | Dalma Gálfi                  | Sieg            |
| 03. | Anna Blinkowa                | 2. Runde        |
| 04. | Tereza Mihalíková            | Achtelfinale    |
| 05. | Katie Swan                   | 1. Runde        |
| 06. | Anna Kalinskaja              | 1. Runde        |
| 07. | Charlotte Robillard-Millette | 2. Runde        |
| 08. | Usue Maitane Arconada        | Achtelfinale    |

| Nr. | Spielerin           | Erreichte Runde |
| --- | ------------------- | --------------- |
| 09. | Sofia Kenin         | Finale          |
| 10. | Sofja Schuk         | Viertelfinale   |
| 11. | Fanny Stollár       | Halbfinale      |
| 12. | Luisa Stefani       | 1. Runde        |
| 13. | Wera Lapko          | Viertelfinale   |
| 14. | Zheng Wushuang      | 2. Runde        |
| 15. | Pranjala Yadlapalli | 1. Runde        |
| 16. | Katharina Hobgarski | 1. Runde        |

## Juniorendoppel
Setzliste
| Nr. | Paarung                         | Erreichte Runde |
| --- | ------------------------------- | --------------- |
| 01. | Taylor Fritz Michael Mmoh       | Achtelfinale    |
| 02. | William Blumberg Tommy Paul     | 1. Runde        |
| 03. | Chung Yun-seong Hong Seong-chan | Achtelfinale    |
| 04. | Lý Hoàng Nam Akira Santillan    | 1. Runde        |

| Nr. | Paarung                              | Erreichte Runde |
| --- | ------------------------------------ | --------------- |
| 05. | Patrik Niklas-Salminen Mikael Ymer   | Achtelfinale    |
| 06. | Corentin Denolly Joʻrabek Karimov    | Achtelfinale    |
| 07. | Tomás Barrios Vera Andrea Pellegrino | 1. Runde        |
| 08. | Miomir Kecmanović Casper Ruud        | 1. Runde        |

## Herreneinzel-Rollstuhl
Setzliste
| Nr. | Spieler        | Erreichte Runde |
| --- | -------------- | --------------- |
| 01. | Shingo Kunieda | Sieg            |
| 02. | Nicolas Peifer | Halbfinale      |

## Dameneinzel-Rollstuhl
Setzliste
| Nr. | Spielerin       | Erreichte Runde |
| --- | --------------- | --------------- |
| 01. | Jiske Griffioen | Halbfinale      |
| 02. | Aniek van Koot  | Halbfinale      |

## Herrendoppel-Rollstuhl
Setzliste
| Nr. | Paarung                       | Erreichte Runde |
| --- | ----------------------------- | --------------- |
| 01. | Stéphane Houdet Gordon Reid   | Sieg            |
| 02. | Joachim Gérard Shingo Kunieda | Halbfinale      |

## Damendoppel-Rollstuhl
Setzliste
| Nr. | Paarung                        | Erreichte Runde |
| --- | ------------------------------ | --------------- |
| 01. | Yui Kamiji Jordanne Whiley     | Halbfinale      |
| 02. | Jiske Griffioen Aniek van Koot | Sieg            |